# لادیسلاو چیساریک
لادیسلاو چیساریک (اسلواکی: Ladislav Čisárik; ۲۹ دسامبر ۱۹۵۳ – ۳ اوت ۲۰۱۷) هنرمند، نقاش، و طراح گرافیک اهل کشور اسلواکی بود. در سال ۱۹۹۰، چیساریک و Ladislav Vrtel مشترکاً نشان ملی اسلواکی، پرچم فعلی اسلواکی و استاندارد ریاست جمهوری رئیس‌جمهور اسلواکی را طراحی کردند. او همچنین نشان خاندان و مهرهای بیش از ۱۰۰ شهر و شهرداری در اسلواکی را طراحی یا اصلاح کرد.

نشان ملی اسلواکی، طراحی شده توسط لادیسلاو چیساریک و Ladislav Vrtel.